# Alfred Münch
Alfred Münch (* 11. September 1947 in Meiningen) ist ein deutscher Politiker (SPD).
Münch erreichte die Mittlere Reife und machte die Lehre als Werkzeug-Schlosser. Er war Ausbilder von gewerblichen Lehrlingen und studierte daneben Maschinenbau zum Diplom-Ingenieur in Remscheid. 1971 trat er in die Siemens AG München in den Unternehmensbereich Datentechnik ein, wo er als Software-Entwickler, Fachberater für Organisation und EDV-Einsatz tätig war. Von 1980 bis zur Wahl in den Landtag war er Vertriebsbeauftragter als Leiter des Regionalvertriebs im Regierungsbezirk Schwaben.
1969 wurde Münch Mitglied der SPD, bei der er ab 1975 Kreisvorsitzender im Landkreis Fürstenfeldbruck war. Ferner war er Fraktionsvorsitzender der SPD im Olchinger Gemeinderat und im Kreisrat in Fürstenfeldbruck. Von 1982 bis 1986 war er Mitglied des Bayerischen Landtags.